# Saint-Samson-la-Poterie
 Saint-Samson-la-Poterie  es una comuna y población de Francia, en la región de Picardía, departamento de Oise, en el distrito de Beauvais y cantón de Formerie.
Su población en el censo de 1999 era de 238 habitantes.
Está integrada en la Communauté de communes de la Picardie Verte .

## Demografía
| 354 | 340 | 257 | 214 | 196 | 238 |
| Para los censos de 1962 a 1999 la población legal corresponde a la población sin duplicidades (Fuente: INSEE [Consultar]) |     |     |     |     |     |